# Прафулла Самантара
Прафулла Самантара (нар. 1 травня 1951 р.) — індійський екологічний активіст із Одіші.

## Життєпис
Прафулла Самантара народився 1 травня 1951 рокув у селянській родині у селі Німундія, в штаті Одіша (центрально-східна Індія), на східному узбережжі. Він вивчав право, щоб стати юристом, але покинув цю кар’єру, щоб включитися в політичне та суспільне життя. Прафулла став співорганізатором Національного альянсу народних рухів в Індії. Його кілька разів викрадали, били, він зазнавав нападів за свою войовничу активність. Він також брав участь у боротьбі проти антихристиянського насильства під проводом індуїстських фундаменталістів, зокрема, брав участь у мітингах.
Речник корінного народу Дангарія Кандха в їхньому протесті проти планів видобутку бокситів у пагорбі Ніямгірі. Рішення Верховного суду від 2013 року зупинило плани видобутку корисних копалин. У 2017 році Самантара був удостоєний екологічної премії Goldman.